# Victor Wembanyama
Victor Wembanyama (Le Chesnay, 4 de janeiro de 2004), apelidado de "Wemby" ou "O Alien", é um jogador profissional francês de basquete que joga pelo San Antonio Spurs da National Basketball Association (NBA).
Considerado um dos melhores prospectos de basquete de uma geração, ele foi selecionado como 1ª escolha geral pelo Spurs no Draft da NBA de 2023.
Wembanyama começou sua carreira profissional no Nanterre 92 da LNB Pro A em 2019. Dois anos depois, mudou-se para o ASVEL e conquistou o título da Pro A em sua única temporada com a equipe. Na temporada de 2022-23, Wembanyama assinou com o Metropolitans 92 e tornou-se o jogador mais jovem a ganhar o prêmio de MVP da Pro A, além de receber honras de Melhor Defensor da Pro A e liderar a liga em pontos, rebotes e bloqueios.
Após uma temporada de estreia histórica na NBA, Wembanyama foi unanimemente nomeado o Novato do Ano da NBA, ficou em segundo lugar na votação para o Jogador Defensivo do Ano, atrás de seu compatriota Rudy Gobert, e se tornou o primeiro novato a ser nomeado para a Primeira-Equipe Defensiva.
Wembanyama também joga pela Seleção Francesa. Na categoria de base, ele liderou sua equipe para duas medalhas de prata, incluindo na Copa do Mundo Sub-19 de 2021, onde estabeleceu o recorde da FIBA de bloqueios por jogo em um único torneio.

## Início da carreira
Nasceu em 4 de janeiro de 2004 em Le Chesnay, França. Seu pai, Félix, é descendente de congoleses e foi atleta de atletismo que competiu no salto em altura, salto em distância e salto triplo. Sua mãe, Élodie de Fautereau, é treinadora de basquete e ex-jogadora. O pai e a mãe de Wembanyama tem 1,98 m e 1,91 m de altura, respectivamente. Sua irmã mais velha, Ève, joga basquete profissionalmente, e seu irmão mais novo, Oscar, jogou basquete e handebol nas categorias de base. Seu avô, Michel de Fautereau, jogava basquete profissional, e sua avó, Marie Christine, também praticava o esporte.
Jogou futebol como goleiro e praticou judô antes de se concentrar no basquete. Ele aprendeu a jogar basquete com sua mãe, que treinava times juvenis. Aos sete anos, Wembanyama começou a jogar pelo Entente Le Chesnay Versailles, antes de ingressar nas categorias de base do Nanterre 92 aos 10 anos Ele chamou a atenção do Nanterre em 2013 depois que Michaël Allard, treinador de juniores do clube, o notou no banco em um jogo de sub-11 devido à sua altura excepcional, com 1,80 metro, inicialmente confundindo-o com um treinador. Em fevereiro de 2018, Wembanyama foi emprestado ao FC Barcelona para a Minicopa del Rey, torneio sub-14 da Espanha, levando seu time ao terceiro lugar. Ele recusou uma oferta para continuar sua carreira no Barcelona, alegando que os treinadores não estavam dispostos a desafiá-lo.

## Carreira profissional

### Nanterre 92 (2019–2021)
Na temporada de 2019-20, Wembanyama ganhou sua primeira experiência profissional com a equipe principal do Nanterre 92 sob o comando do técnico Pascal Donnadieu, recebendo tempo de jogo limitado em dois jogos. Ele competiu principalmente na LNB Espoirs, a Liga Francesa Sub-21, e também jogou pela equipe Sub-18. Wembanyama fez sua estreia profissional em 29 de outubro de 2019, jogando 31 segundos contra o Brescia na EuroCup. Com 15 anos, nove meses e 25 dias, ele foi o segundo jogador mais jovem, depois de Stefan Petković, a jogar na EuroCup.
Na temporada de 2020-21, Wembanyama dividiu seu tempo entre as equipes profissional e sub-21 do Nanterre e assinou um acordo para também jogar pelo Centre Fédéral na Nationale Masculine 1 (NM1), equivalente a 3º divisão do campeonato francês. Em 23 de setembro de 2020, ele fez sua estreia na LNB Pro A, pegando um rebote em quatro minutos contra o JL Bourg. Em outubro, Wembanyama apareceu em um vídeo viral onde mostrou suas habilidades em um jogo de dois contra dois contra Rudy Gobert e Vincent Poirier. Em 12 de dezembro, ele sofreu uma fratura por estresse na fíbula durante um jogo contra o BCM Gravelines. Após perder dois meses e meio por causa da lesão, ele começou a receber mais tempo de jogo com a equipe profissional. Em 25 de maio de 2021, Wembanyama registrou suas melhores marcas da temporada com 14 pontos e 10 rebotes em uma vitória de 99-87 sobre o Orléans Loiret. Ele foi titular em 10 das 18 aparições na Pro A com médias de 6,8 pontos e 4,7 rebotes e foi nomeado o Melhor Jovem Jogador da Pro A. No Sub-21, Wembanyama teve médias de 13,4 pontos, 8,6 rebotes e 3,2 bloqueios, sendo titular em todos os cinco jogos. Ele jogou quatro jogos pelo Centre Fédéral com médias de 11,8 pontos, 6,8 rebotes e três bloqueios. Após a temporada, ele optou por deixar o Nanterre.

### ASVEL (2021–2022)

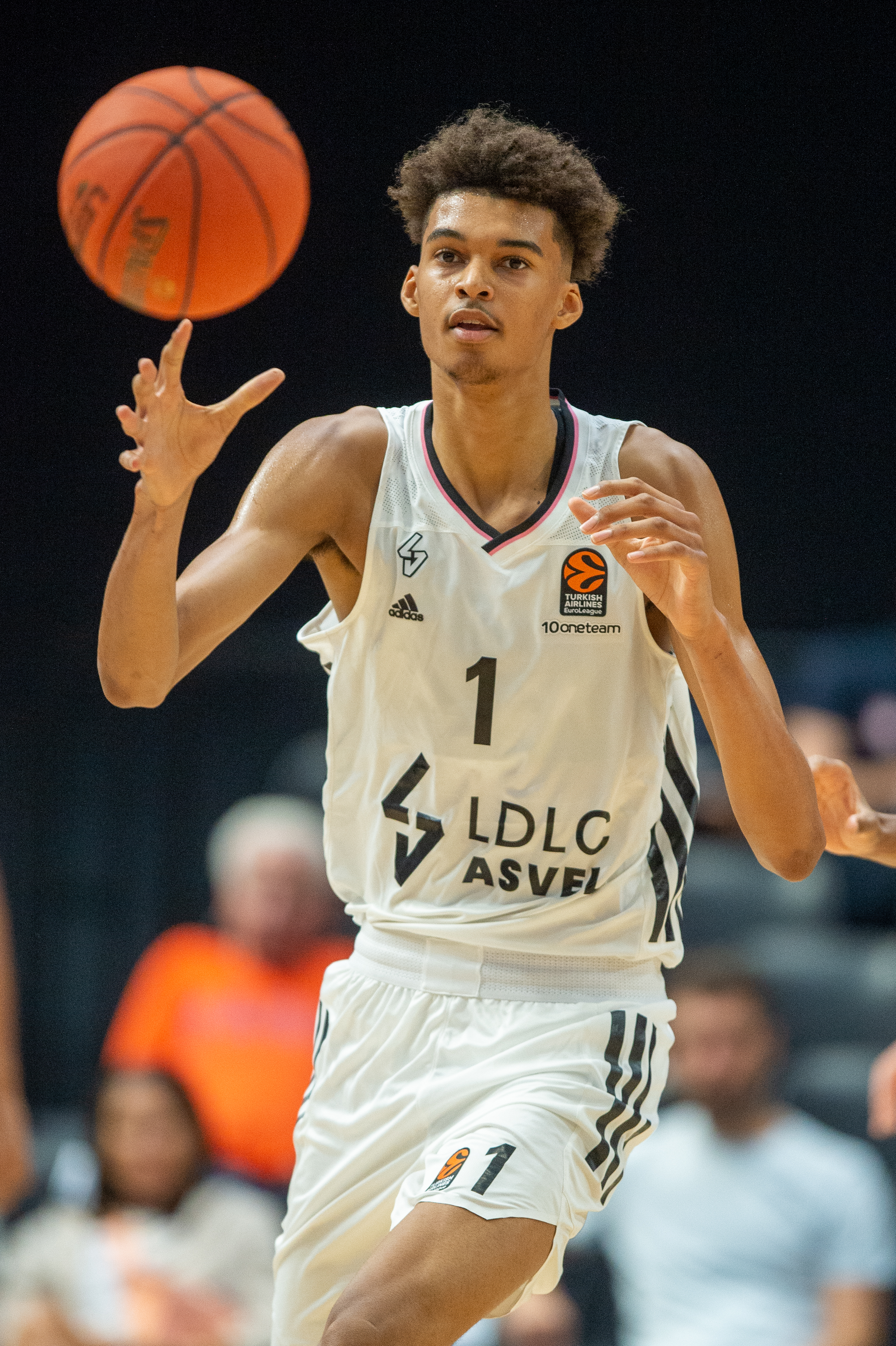
Wembanyama com ASVEL em 2021.

Em 29 de junho de 2021, Wembanyama assinou um contrato de três anos com o ASVEL da Pro A e da EuroLeague. Ele não pôde jogar por um mês no início da temporada devido a uma doença.
Em 1º de outubro, Wembanyama fez sua estreia na EuroLeague, registrando um bloqueio em três minutos na vitória por 88-76 sobre o Žalgiris. Em 10 de novembro, o ASVEL anunciou que ele ficaria fora por duas a três semanas devido a uma fratura no dedo. Ele retornou em 2 de dezembro, mas foi afastado novamente em 20 de dezembro, após sofrer uma contusão óssea no ombro direito contra o Zenit São Petersburgo, com um tempo estimado de recuperação de quatro a seis semanas. Ele voltou em 11 de fevereiro. 
Em 3 de abril, Wembanyama registrou seu recorde da temporada com 25 pontos, sete rebotes e três bloqueios na vitória por 85-65 sobre o Le Portel. Ele marcou 18 pontos, seu recorde na EuroLeague, na derrota por 81-80 para o Olimpia Milano em 7 de abril. Em 3 de junho, Wembanyama foi afastado pelo restante da temporada devido a uma lesão no músculo que sofreu durante uma semifinal da Pro A contra o JDA Dijon. Em sua ausência, o ASVEL conquistou seu terceiro título consecutivo da Pro A. Wembanyama foi novamente nomeado o Melhor Jovem Jogador da Pro A com médias de 9,4 pontos e 5,1 rebotes. Ele teve médias de 6,5 pontos e 3,8 rebotes na EuroLeague e terminou em segundo lugar na votação para o prêmio de Estrela em Ascensão da EuroLeague, atrás de Rokas Jokubaitis. Após a temporada, ele optou por rescindir seu contrato com o ASVEL, apesar das promessas do presidente do clube, Tony Parker, de construir a equipe ao seu redor para a próxima temporada.

### Metropolitans 92 (2022–2023)

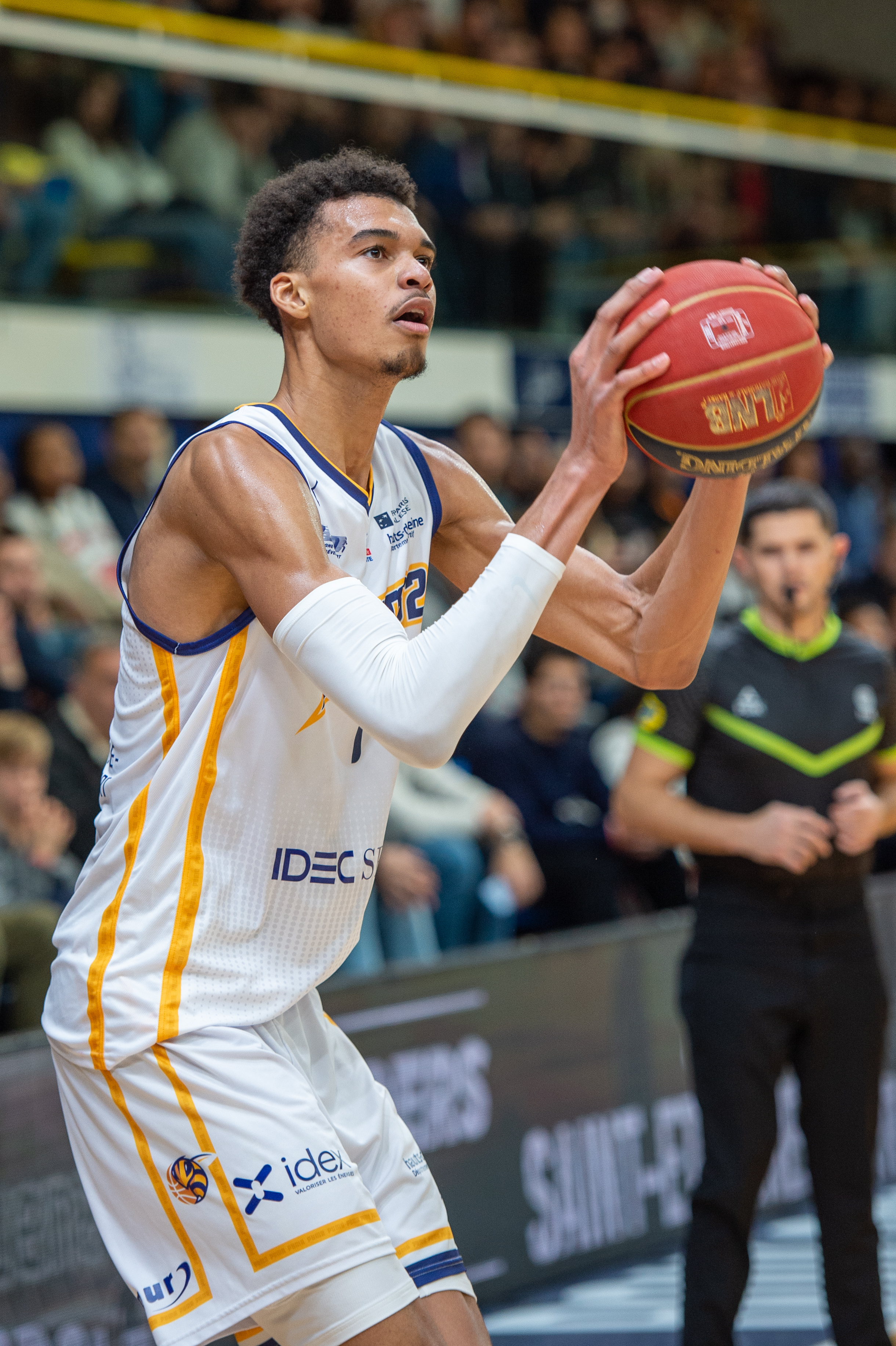
Wembanyama com Metropolitans 92 em 2022

Em 4 de julho de 2022, Wembanyama assinou um contrato de dois anos com o Metropolitans 92 do LNB Pro A. Ele foi atraído para a equipe devido à reputação do técnico Vincent Collet de desenvolver e oferecer oportunidades para jovens jogadores. Em outubro de 2022, Wembanyama ganhou o reconhecimento da mídia americana após dois jogos de exibição contra o NBA G League Ignite, apresentando a segunda escolha geral projetada Scoot Henderson, em Las Vegas. Os jogos, que marcaram a estreia de Wembanyama nos Estados Unidos, foram televisionados nacionalmente e contaram com a presença de mais de 200 olheiros e executivos da NBA. No primeiro jogo, em 4 de outubro, ele registrou 37 pontos, cinco bloqueios e quatro rebotes na derrota por 122–115. Wembanyama levou seu time a uma vitória por 112–106 sobre o Ignite em seu segundo jogo, marcando 36 pontos e pegando 11 rebotes. Em 27 de outubro, a NBA anunciou que transmitiria todos os jogos da temporada regular e dos playoffs do Metropolitans 92 por meio de seu aplicativo.
Na temporada 2022–23 do Pro A, Wembanyama emergiu como um dos jogadores mais dominantes da liga. Em 4 de novembro de 2022, ele registrou o recorde de sua carreira com 33 pontos, 12 rebotes, quatro assistências e três bloqueios na vitória por 78-69 sobre o Limoges CSP. Em 2 de dezembro, Wembanyama registrou seu quarto jogo consecutivo de 30 pontos, com 32 pontos, 10 rebotes, quatro bloqueios e três assistências na vitória por 96-85 sobre o Fos Provence, levando seu time à nona vitória consecutiva. Em 9 de janeiro de 2023, ele fez uma enterrada para a vitória com 3,5 segundos restantes no regulamento e registrou 15 pontos, nove rebotes e cinco bloqueios na vitória por 84-83 sobre o ASVEL.

### San Antonio Spurs (2023–Presente)
Em 22 de junho de 2023, Wembanyama foi selecionado pelo San Antonio Spurs com a primeira escolha geral no draft da NBA de 2023. Ele se tornou o primeiro jogador francês a ser escolhido como primeira escolha geral e apenas o segundo jogador europeu a alcançar essa distinção (após Andrea Bargnani em 2006). Wembanyama se tornou o terceiro jogador escolhido como número 1 geral na história do San Antonio, depois de David Robinson e Tim Duncan.
Wembanyama fez sua estreia na Summer League em 7 de julho contra o Charlotte Hornets diante de um ginásio lotado. Ele registrou nove pontos e oito rebotes, acertando apenas dois de 13 arremessos. Em seu segundo jogo na Summer League em 9 de julho, ele marcou 27 pontos e pegou 12 rebotes em uma derrota por 85-80 para o Portland Trail Blazers. No dia seguinte, os Spurs anunciaram que ele ficaria de fora pelo restante da Summer League de 2023.
Em 25 de outubro, Wembanyama fez sua estreia na temporada regular da NBA, marcando 15 pontos, cinco rebotes, duas assistências e dois bloqueios na derrota por 126-119 para o Dallas Mavericks. Seus três arremessos de três pontos estabeleceram um recorde dos Spurs para um novato em sua estreia. Em 2 de novembro, Wembanyama marcou então sua maior pontuação na carreira com 38 pontos, além de 10 rebotes e dois bloqueios na vitória por 132-121 sobre o Phoenix Suns. Ele se juntou a LeBron James e Kevin Durant como os únicos adolescentes na história da NBA a alcançar pelo menos 35 pontos, 10 rebotes e dois bloqueios em um jogo. Em 5 de novembro, ele registrou 20 pontos, nove rebotes e cinco bloqueios na derrota por 123-116 na prorrogação para o Toronto Raptors. Ele se tornou o primeiro novato dos Spurs desde Tim Duncan a marcar pelo menos 20 pontos e cinco bloqueios em um jogo. Em 18 de novembro, ele marcou 19 pontos, 13 rebotes, quatro assistências e oito bloqueios na derrota por 120-108 para o Memphis Grizzlies. Ele se juntou a Tim Duncan e David Robinson como os únicos jogadores na história dos Spurs a registrar pelo menos oito bloqueios em um jogo como novato.
Em 8 de dezembro, Wembanyama marcou 21 pontos e pegou 20 rebotes na derrota por 121-112 para o Chicago Bulls. Ele se tornou o jogador mais jovem na história da NBA a registrar pelo menos 20 pontos e 20 rebotes em um jogo, com 19 anos e 338 dias, superando o recorde anterior de Dwight Howard. Em 13 de dezembro, ele marcou 30 pontos, 12 rebotes e seis bloqueios na derrota por 122-119 para o Los Angeles Lakers. Em 17 de dezembro, Wembanyama marcou 17 pontos e pegou 13 rebotes na derrota por 146-110 para o New Orleans Pelicans. Ele também superou o recorde de Dwight Howard de mais jogos consecutivos com um duplo-duplo por um adolescente na história da NBA, alcançando seu oitavo. Em 28 de dezembro, ele marcou 30 pontos, pegou seis rebotes, distribuiu seis assistências e bloqueou sete arremessos na vitória por 118-105 sobre o Trail Blazers. Ele também se tornou o primeiro adolescente na história da NBA a registrar pelo menos 20 pontos, cinco rebotes, cinco assistências e cinco bloqueios em um jogo.
Em 10 de janeiro de 2024, Wembanyama conquistou seu primeiro triplo-duplo na carreira com 16 pontos, 12 rebotes e 10 assistências na vitória por 130-108 sobre o Detroit Pistons. Em 12 de fevereiro, ele teve seu segundo triplo-duplo na carreira com 27 pontos, 14 rebotes e 10 bloqueios na vitória por 122-99 sobre o Toronto Raptors. Ele se tornou o primeiro jogador a alcançar um triplo-duplo com pontos, rebotes e bloqueios desde Clint Capela em 2021. Ele também foi o primeiro jogador na história da NBA a registrar um triplo-duplo com pelo menos 20 pontos e 10 bloqueios em menos de 30 minutos jogados. Em 23 de fevereiro, Wembanyama registrou um 5x5 com 27 pontos, 10 rebotes, oito assistências, cinco roubos de bola e cinco bloqueios na derrota por 123-118 para o Los Angeles Lakers. Ele se tornou o jogador mais jovem na história da NBA a registrar um 5x5 e fez isso em apenas 30 minutos, o menor tempo jogado na história da NBA para alcançar tal feito. Em 3 de março, ele marcou 31 pontos, pegou 12 rebotes, distribuiu seis assistências, bloqueou seis arremessos e fez uma roubada na vitória por 117-105 sobre o Indiana Pacers. Ele se tornou o primeiro novato na história da NBA a ter jogos consecutivos com pelo menos 25 pontos, 10 rebotes, cinco assistências e cinco bloqueios. Ele também se juntou a Tim Duncan e David Robinson como os únicos novatos na história da NBA a registrar pelo menos 30 pontos, 10 rebotes, cinco assistências e cinco bloqueios em um jogo. Em 15 de março, ele marcou 17 pontos, pegou nove rebotes, distribuiu duas assistências, fez duas roubadas de bola e bloqueou três arremessos na derrota por 117-106 para o Denver Nuggets. Ele se juntou a Raef LaFrentz como os únicos jogadores na história da NBA a registrar 200+ bloqueios e fazer 100+ arremessos de três pontos em uma temporada. Ele também se tornou o primeiro novato desde Tim Duncan a registrar pelo menos 200 bloqueios em uma temporada. Em 29 de março, ele estabeleceu sua maior pontuação na carreira com 40 pontos, além de 20 rebotes e sete assistências na vitória por 130-126 na prorrogação sobre o New York Knicks. Ele encerrou a temporada como o primeiro jogador na história da NBA a marcar pelo menos 1.500 pontos, 250 bloqueios e fazer 100 arremessos de três pontos em uma temporada. Com média de 3,6 bloqueios por jogo, ele também se tornou o jogador mais jovem a liderar a NBA em bloqueios por temporada aos 20 anos e 101 dias (em 14 de abril de 2024).Em 6 de maio de 2024, Wembanyama foi nomeado o Novato do Ano da NBA de 2024, tornando-se o sexto novato a ganhar o prêmio por votação unânime. Ele também se juntou a Manute Bol como os únicos novatos na história da NBA a liderar a liga em bloqueios por jogo e bloqueios totais em uma temporada. Wembanyama também terminou em segundo lugar na votação para o prêmio de Jogador Defensivo do Ano da NBA de 2024, atrás de Rudy Gobert. Wembanyama foi nomeado para o Primeiro Time de Defesa da NBA, tornando-se o primeiro novato e o jogador mais jovem na história da NBA a alcançar esse feito.

### Temporada 2024-25
Após uma temporada de estreia impressionante, "Wemby" continuou a demonstrar seu talento excepcional na NBA. Durante a temporada 2024-2025, até o momento, manteve seu alto nível de desempenho, com médias superiores a 24 pontos, 11 rebotes e 3 bloqueios por jogo, estando próximo dos líderes da liga em várias categorias estatísticas.
Em fevereiro de 2025, Wembanyama foi selecionado para seu primeiro NBA All-Star Game, tornando-se o jogador mais jovem na história dos Spurs a receber essa honra, aos 21 anos e 26 dias. Ele foi escolhido pelos treinadores da Conferência Oeste, destacando-se em uma posição competitiva que incluía estrelas como Nikola Jokić e LeBron James.
Logo após sua participação no jogo das estrelas, o atleta foi diagnosticado com uma trombose venosa profunda no ombro direito, condição que deve o afastar do restante da temporada.

## Carreira na seleção
Ele competiu pela Seleção Francesa na Copa do Mundo Sub-19 de 2021 na Letônia. Wembanyama teve média de 14 pontos, 7,4 rebotes e 5,7 bloqueios e foi nomeado para a Equipe do Torneio depois de levar a equipe à medalha de prata. Ele registrou 22 pontos, oito rebotes e oito bloqueios na derrota por 83-81 para os Estados Unidos na final. Wembanyama estabeleceu o recorde da FIBA de mais bloqueios por jogo em um único torneio.
Ele estava na lista preliminar de 17 jogadores da Seleção Francesa para o EuroBasket de 2022, mas foi descartado um mês antes, devido a uma lesão que sofreu no final da temporada de 2021-22. Ele foi selecionado novamente para as eliminatórias da Copa do Mundo em novembro. Em sua estreia com a seleção principal, em 11 de novembro de 2022, ele marcou 20 pontos e pegou nove rebotes na vitória por 90-65 sobre a Lituânia.
Wembanyama também representou a França nos Jogos Olímpicos de 2024, ajudando a equipe a conquistar a medalha de prata. Durante o torneio, ele teve médias de 15,8 pontos, 9,3 rebotes e 3,3 assistências por jogo, solidificando sua posição como um dos principais jogadores internacionais.

## Perfil do jogador
"Todo mundo tem sido um unicórnio nos últimos anos, mas ele é mais como um alienígena. Ninguém jamais viu alguém tão alto quanto ele, mas tão fluido e gracioso quanto ele no chão. Em (seu tamanho), sua habilidade de colocar a bola no chão, arremessar saltadores para fora da trave, trios para trás, três para pegar e atirar e arremessos de bloqueio. Ele é com certeza um talento geracional."

— LeBron James sobre Wembanyama em outubro de 2022, após sua estreia nos Estados Unidos contra o NBA G League Ignite
Wembanyama entrará na NBA como um dos jogadores mais altos da liga, embora sua altura tenha levantado questões sobre sua durabilidade. Ele costuma jogar no perímetro e tem mobilidade e habilidades excepcionais para seu tamanho, com habilidade para manusear e chutar a bola como um guarda. Wembanyama é um arremessador de três pontos capaz e seu arremesso é difícil de bloquear por causa de seu comprimento. Ele é um artilheiro produtivo no paint, com toque macio e variedade de jogadas de trave, e se destaca no pick and roll. Defensivamente, ele é um excelente bloqueador de chutes devido ao seu comprimento e antecipação, e sua fluidez permite que ele defenda jogadores menores. Seu corpo magro e falta de força foram rotulados como pontos fracos e encorajam os oponentes a usar um estilo físico de jogo contra ele. Por esse motivo, ele pode lutar para boxar durante o rebote e defender post-ups.
Embora os analistas tenham notado a natureza sem precedentes de seu jogo, Wembanyama atraiu comparações com Kareem Abdul-Jabbar e Ralph Sampson. O analista de draft da ESPN, Mike Schmitz, comparou seu impacto defensivo a Rudy Gobert e seu potencial de chute a Kristaps Porziņģis, embora com melhor manuseio de bola e habilidades de passe. John Hollinger, do The Athletic, descreveu seu jogo como uma combinação de Sampson, Porziņģis e Dirk Nowitzki. Wembanyama modela partes de seu jogo após Kevin Durant e Giannis Antetokounmpo.

## Estatísticas da carreira
|  | Líder da Liga |

### NBA

#### Temporada Regular
| Ano      | Equipe      | PJ  | PT  | MPJ  | AP   | 3P   | LL   | RT   | AS  | BR  | TO  | PPJ  |
| -------- | ----------- | --- | --- | ---- | ---- | ---- | ---- | ---- | --- | --- | --- | ---- |
| 2023-24  | San Antonio | 71  | 71  | 29.7 | .465 | .325 | .796 | 10.6 | 3.9 | 1.2 | 3.6 | 21.4 |
| 2024-25  | San Antonio | 46  | 46  | 33.2 | .476 | .352 | .836 | 11.0 | 3.7 | 1.1 | 3.8 | 24.3 |
| Carreira | Carreira    | 117 | 117 | 31.1 | .469 | .339 | .809 | 10.8 | 3.8 | 1.2 | 3.7 | 22.5 |

### Euroliga
| Ano     | Equipe | PJ | PT | MPJ  | AP   | 3P   | LL   | RT  | AS  | BR  | TO  | PPJ |
| ------- | ------ | -- | -- | ---- | ---- | ---- | ---- | --- | --- | --- | --- | --- |
| 2021-22 | ASVEL  | 13 | 10 | 17.5 | .348 | .303 | .667 | 3.8 | 0.5 | 0.4 | 1.9 | 6.5 |

## Prêmios e Homenagens
NBA
- NBA All-Star: 2025
- NBA Rookie of the Year: 2024
- NBA All-Defensive Team:
  - Primeiro Time: 2024
- NBA All-Rookie Team:
  - Primeiro Time: 2024
- Líder em Tocos por jogo da NBA: 2024
- Líder em Tocos totais da NBA: 2024 e 2025

## Vida pessoal

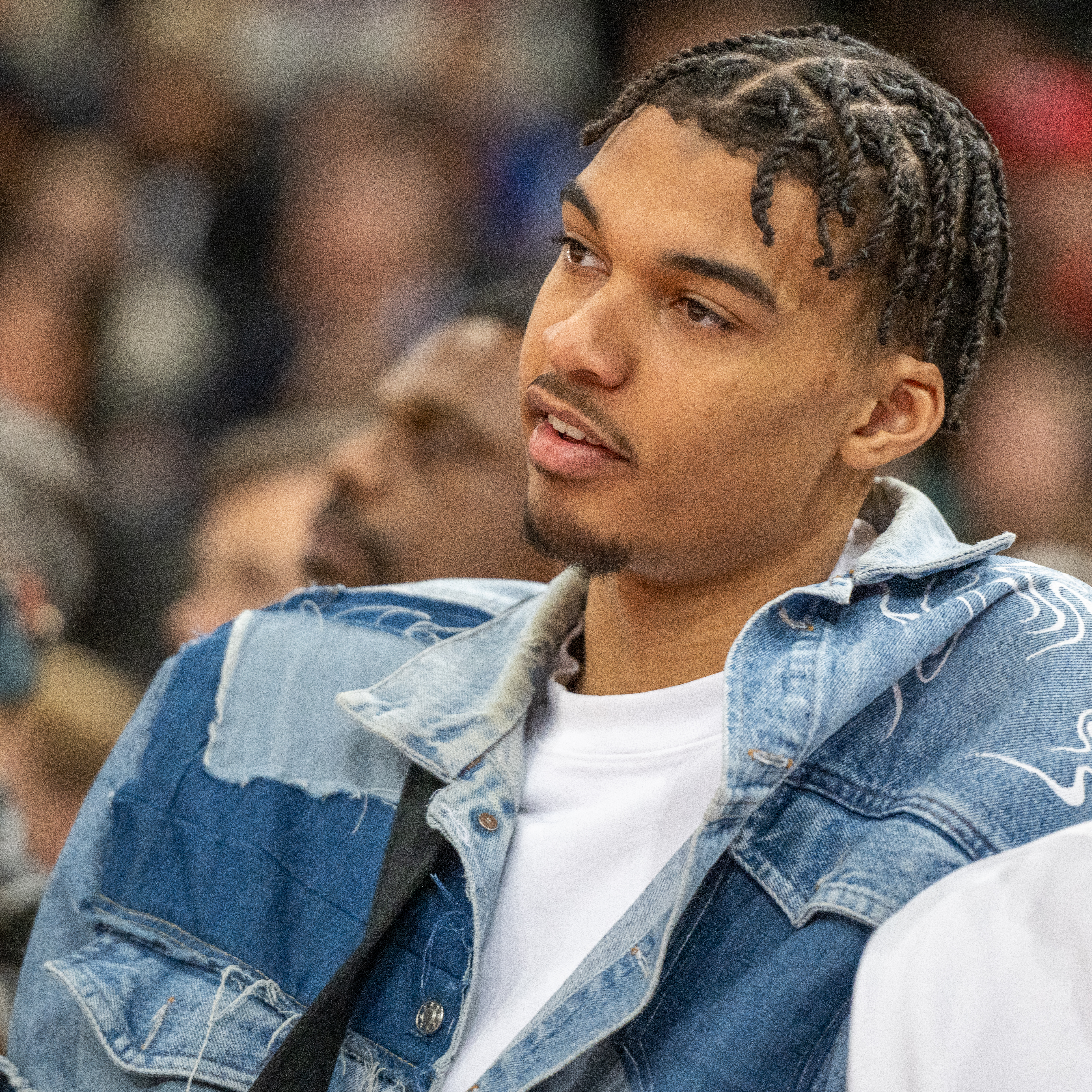
Wembanyama assistindo a um jogo da NBA em Paris em 2023.

Wembanyama é representado pelo agente Bouna Ndiaye da Comsport. Sua família tem uma longa relação com Ndiaye, cujo filho foi treinado pela mãe de Wembanyama desde cedo. Ndiaye aconselhou Wembanyama quando ele tinha 15 anos e o assinou como cliente em 2022.
Wembanyama estava adiantado em relação à sua idade na escola de acordo com o Nanterre 92. Ele obteve seu diploma com honras, especializando-se em ciências da terra e da vida e ciências sociais e econômicas. Além de seu francês nativo, ele fala inglês fluentemente, tendo aprendido sozinho a partir do ensino médio assistindo a vídeos de contas americanas no Instagram e programas de televisão em inglês. Seus hobbies incluem se envolver em ficção científica, como Star Wars, arte e literatura. Seu artista musical favorito é o rapper Alpha Wann.
Enquanto estava em Las Vegas para a Summer League, Wembanyama e sua equipe de segurança pessoal se envolveram em um 'incidente' com a cantora pop Britney Spears. Ela se aproximou de Wembanyama em Vegas e deu um tapa em suas costas, levando a equipe de segurança dele a acertar Spears no rosto; nenhuma acusação foi feita após o incidente.
A camisa que Wembanyama usou em seu jogo de estreia foi vendida na Sotheby's por um preço recorde para novatos de US$762.000.

Wembanyama garantiu vários acordos de patrocínio de alto perfil, incluindo parcerias com Nike, 2K, Fanatics e Louis Vuitton. Em julho de 2023, ele se tornou embaixador da marca de bebidas esportivas Barcode. Embora Wembanyama ainda não tenha seu próprio tênis exclusivo, ele ajudou a projetar sua versão exclusiva do Nike GT Hustle 2, chamada "The Alien", inspirada em seu apelido.